# Championnat du Pérou de football 2011
Navigation
Édition précédente Édition suivante
Le Championnat du Pérou de football 2011 est la 83e édition du championnat du Pérou. Elle commence le 12 février et se termine le 14 décembre. Seize clubs participent au tournoi de cette saison.

## Règlement du championnat 2011
Celui-ci subit beaucoup de changement par rapport à l'année précédente.
Le championnat se déroule maintenant en deux phases. La première, les 16 équipes se rencontrent toutes en matchs aller-retour. À l'issue de cette phase régulière, les deux premiers se disputent le titre, en matchs aller-retour, avec belle éventuelle sur terrain neutre.
À l'issue de la phase régulière, les trois premiers clubs sont qualifiés pour la Copa Libertadores 2012. Les finalistes le sont pour la phase de groupes. Le troisième, lui, est qualifié pour le tour préliminaire. Les formations terminant de la quatrième à la septième place sont qualifiées pour la Copa Sudamericana 2012. La quatrième l'est pour la seconde phase, les suivantes pour la première phase. Enfin, les clubs classés quinzième et seizième sont relégués en 2e division.

## Les 16 clubs participants
Le championnat de 1re division est disputé par 16 clubs. Deux clubs ont été rétrogradés à l'issue du championnat 2010 et ont été remplacés par le champion de 2e division (Cobresol FBC) et par le vainqueur de la Copa Perú (Unión Comercio).
| \| Lima: · Alianza Lima · Sporting Cristal · Universidad San Martin · Universitario de Deportes Lima Alianza Atlético Cienciano del Cusco Cobresol CNI Sport Boys Inti Gas FBC Melgar Juan Aurich León de Huánuco Sport Huancayo Universidad César Vallejo Unión Comercio \| Localisation des clubs engagés dans le championnat. |
| Lima: · Alianza Lima · Sporting Cristal · Universidad San Martin · Universitario de Deportes Lima Alianza Atlético Cienciano del Cusco Cobresol CNI Sport Boys Inti Gas FBC Melgar Juan Aurich León de Huánuco Sport Huancayo Universidad César Vallejo Unión Comercio                                                           |

| Club                        | Ville    | Stade                         | Capacité | Pelouse      |
| --------------------------- | -------- | ----------------------------- | -------- | ------------ |
| Alianza Atlético            | Sullana  | Estadio Miguel Grau (Piura)   | 25 000   | Artificielle |
| Alianza Lima                | Lima     | Estadio Alejandro Villanueva  | 35 000   | Naturelle    |
| Cienciano del Cusco         | Cuzco    | Estadio Garcilazo de la Vega  | 42 056   | Naturelle    |
| Cobresol FBC                | Moquegua | Estadio 25 de noviembre       | 21 000   | Naturelle    |
| Colegio Nacional de Iquitos | Iquitos  | Estadio Max Augustín          | 24 000   | Artificielle |
| FBC Melgar                  | Arequipa | Estadio Monumental de la UNSA | 45 000   | Naturelle    |
| Inti Gas                    | Ayacucho | Estadio Ciudad de Cumaná      | 15 000   | Naturelle    |
| Juan Aurich                 | Chiclayo | Estadio Elías Aguirre         | 25 000   | Artificielle |
| León de Huánuco             | Huánuco  | Estadio Heraclio Tapia        | 10 000   | Naturelle    |
| Sport Boys                  | Callao   | Estadio Miguel Grau (Callao)  | 17 000   | Naturelle    |
| Sport Huancayo              | Huancayo | Estadio Huancayo              | 20 000   | Naturelle    |
| Sporting Cristal            | Lima     | Estadio San Martín de Porres  | 18 000   | Naturelle    |
| Unión Comercio              | Tarapoto | Estadio IPD de Moyobamba      | 9 000    | Naturelle    |
| Universidad César Vallejo   | Trujillo | Estadio Mansiche              | 25 000   | Artificielle |
| Universidad San Martín      | Lima     | Estadio San Martín de Porres  | 18 000   | Naturelle    |
| Universitario de Deportes   | Lima     | Estadio Monumental "U"        | 80 093   | Naturelle    |

## Phase régulière
Le classement officiel.
| Rang | Équipe                    | Pts | J  | G  | N  | P  | BP | BC | Diff |
| ---- | ------------------------- | --- | -- | -- | -- | -- | -- | -- | ---- |
| 1er  | Juan Aurich               | 57  | 30 | 15 | 11 | 4  | 46 | 21 | +25  |
| 2e   | Alianza Lima              | 57  | 30 | 16 | 7  | 7  | 44 | 25 | +19  |
| 3e   | Sport Huancayo            | 50  | 30 | 15 | 5  | 10 | 49 | 33 | +16  |
| 4e   | Universidad San Martín    | 47  | 30 | 13 | 8  | 9  | 43 | 24 | +19  |
| 5e   | León de Huánuco           | 46  | 30 | 14 | 4  | 12 | 37 | 30 | +7   |
| 6e   | Unión Comercio            | 45  | 30 | 13 | 6  | 11 | 48 | 42 | +6   |
| 7e   | Inti Gas                  | 44  | 30 | 12 | 8  | 10 | 42 | 41 | +1   |
| 8e   | Cienciano                 | 40  | 30 | 12 | 4  | 14 | 42 | 46 | -4   |
| 9e   | Cobresol FBC              | 39  | 30 | 9  | 12 | 9  | 31 | 40 | -9   |
| 10e  | Sporting Cristal          | 38  | 30 | 10 | 8  | 12 | 30 | 34 | -4   |
| 11e  | Sport Boys                | 36  | 30 | 10 | 6  | 14 | 26 | 49 | -23  |
| 12e  | FBC Melgar                | 34  | 30 | 9  | 7  | 14 | 37 | 44 | -7   |
| 13e  | Universidad César Vallejo | 34  | 30 | 9  | 7  | 14 | 32 | 42 | -10  |
| 14e  | Universitario             | 34  | 30 | 8  | 10 | 12 | 25 | 35 | -10  |
| 15e  | Alianza Atlético          | 33  | 30 | 10 | 3  | 17 | 24 | 41 | -17  |
| 16e  | CNI                       | 30  | 30 | 9  | 6  | 15 | 35 | 44 | -9   |

|  |                                                                  |
|  | Qualifiés pour la phase de groupes de la Copa Libertadores 2012. |
|  | Qualifié pour la première phase de la Copa Libertadores 2012.    |
|  | Qualifié pour la seconde phase de la Copa Sudamericana 2012.     |
|  | Qualifiés pour la première phase de la Copa Sudamericana 2012.   |
|  | Relégués en 2e division pour la saison 2012.                     |

## Finales du Championnat
Juan Aurich et Alianza Lima, en terminant en tête de la première étape, gagnent le droit de se disputer le titre, à l'issue d'une finale en matchs aller-retour.
Le règlement permet au club, terminant premier la phase de championnat, de choisir l'ordre des rencontres.
| 8 décembre 2011 | Juan Aurich | 1 – 2   | Alianza Lima          | Estadio Elías Aguirre, Chiclayo                          |                                                          |
| 16h00           | Zúñiga 50e  | (0 - 1) | 19e Arroé · 46e Bazán | Spectateurs : 19 229 Arbitrage : Georges Buckley (Pérou) | Spectateurs : 19 229 Arbitrage : Georges Buckley (Pérou) |
| 16h00           | Rapport     |         |                       | Spectateurs : 19 229 Arbitrage : Georges Buckley (Pérou) | Spectateurs : 19 229 Arbitrage : Georges Buckley (Pérou) |

| 11 décembre 2011 | Alianza Lima | 0 – 1   | Juan Aurich | Estadio Alejandro Villanueva, Lima                            |                                                               |
| 16h00            |              | (0 – 0) | 63e Zúñiga  | Spectateurs : 29 846 Arbitrage : Víctor Hugo Carrillo (Pérou) | Spectateurs : 29 846 Arbitrage : Víctor Hugo Carrillo (Pérou) |
| 16h00            | Rapport      |         |             | Spectateurs : 29 846 Arbitrage : Víctor Hugo Carrillo (Pérou) | Spectateurs : 29 846 Arbitrage : Víctor Hugo Carrillo (Pérou) |

Selon l'article 13 du règlement de la compétition, les deux équipes ne se sont pas départagées à l'issue de ces deux premières rencontres, un troisième match sur terrain neutre est alors nécessaire.
| 14 décembre 2011 | Juan Aurich                   | 0 – 0             | Alianza Lima                         | Estadio Nacional, Lima                                      |                                                             |
| 16h00            |                               |                   |                                      | Spectateurs : 29 263 Arbitrage : Víctor Hugo Rivera (Pérou) | Spectateurs : 29 263 Arbitrage : Víctor Hugo Rivera (Pérou) |
| 16h00            | Rapport                       |                   |                                      | Spectateurs : 29 263 Arbitrage : Víctor Hugo Rivera (Pérou) | Spectateurs : 29 263 Arbitrage : Víctor Hugo Rivera (Pérou) |
| 16h00            | Sheput · Balbuena · Ciciliano | Tirs au but 3 - 1 | González · Soto · Trujillo · Vílchez | Spectateurs : 29 263 Arbitrage : Víctor Hugo Rivera (Pérou) | Spectateurs : 29 263 Arbitrage : Víctor Hugo Rivera (Pérou) |

| Pérou                 |
| Champion              |
| Juan Aurich 1er titre |